# Oligia nigrolimbata
Oligia nigrolimbata là một loài bướm đêm trong họ Noctuidae.